# Martha Wayne
Pour les articles homonymes, voir Wayne.
 (février 2014).
Si vous disposez d'ouvrages ou d'articles de référence ou si vous connaissez des sites web de qualité traitant du thème abordé ici, merci de compléter l'article en donnant les références utiles à sa vérifiabilité et en les liant à la section « Notes et références ».
Martha Wayne (née Kane) est un personnage de fiction créé par Bob Kane, Bill Finger et Gardner Fox dans Detective Comics #33 en 1939. Elle est la mère de Bruce Wayne.

## Biographie fictive
Née Martha Kane, elle est l'héritière des industries Kane Chemical. Elle fait partie d'une famille richissime, l'une des plus fortunées de la ville de Gotham City. Kathy Kane (Batwoman) est sa nièce et Bette Kane (Batgirl / Flamebird) sa petite-nièce. Bien qu'ayant dans sa jeunesse une réputation de fêtarde fréquentant les clubs les plus prestigieux de la ville, elle a su mettre à profit sa richesse en faveur d'œuvres de charité.
L'une des meilleures amies de Martha s'appelait Celia Kazantkakis. Les deux femmes étaient réputées pour leur beauté. Cela attira l'attention d'un gangster connu sous le nom de Denholm. Martha le fréquenta sans être au courant de ce qu'il était en réalité. Celia, qui avait eu affaire à Denholm, fit tout pour sortir Martha des griffes de ce brigand. C'est ainsi que Martha apprit qu'en fait Celia était une ancienne criminelle et qu'elle avait détourné de l'argent d'un orphelinat dont Martha était la bienfaitrice. Celia voulut détruire les preuves de son forfait en mettant le feu à l'orphelinat, mais Martha déjoua ce plan. Avant que Celia ne retourna dans sa maison familiale en Grèce, Martha menaça de tout dévoiler à la justice si jamais elle remettait les pieds à Gotham.
Celia reviendra plus tard à Gotham en tant qu'« Athen », chef d'un groupe de criminels. Elle essayera de porter préjudice aux Wayne Enterprises, jusqu'à ce que Batman découvre la vérité sur la jeunesse de sa mère, et mette un terme aux agissements de Celia.
Peu après le départ de Celia, Martha rencontra le Dr Thomas Wayne. Il se marièrent peu après et donnèrent naissance à leur fils, Bruce.
Huit ans plus tard, Martha, accompagnée de Thomas et Bruce, flânent dans la ville après être sortis d'un cinéma. En passant par Park Row, un voyou armé essaye de voler le collier de perles que porte Martha. Dans la confusion de l'altercation, le voleur fait feu et tue Thomas. Martha est tuée juste après, avec la même arme. Park Row fut renommée à la suite de cet incident « Crime Alley » (littéralement « La Ruelle du crime »).
L'identité du meurtrier des Wayne a souvent changé selon les scénaristes. À l'origine, c'est une petite frappe nommée Joe Chill. Dans d'autres histoires, il est expliqué que Joe Chill avait été engagé par un certain Lew Moxon, un ennemi de Thomas Wayne. Après les événements de Zero Hour, cette interprétation a été abandonnée au profit d'un meurtre gratuit, sans véritable motif. Joe Chill n'a jamais été retrouvé, ni même identifié, ajoutant encore plus de drame dans l'histoire de Bruce Wayne.
Le film Batman de Tim Burton indique que l'assassin des parents de Bruce est le Joker avant sa transformation, lorsqu'il n'était encore qu'une petite frappe.
Toutefois, après Infinite Crisis, DC revient sur l'origine de ce meurtre, et remet à jour l'hypothèse de Joe Chill (sûrement pour coller au plus près avec la continuité de Batman Begins). Par contre, nous ne savons toujours pas si Chill a agi seul ou sous les ordres d'une tierce personne.
Dans les histoires de Jeph Loeb, Bruce se sent responsable de la mort de ses parents, car c'est lui qui avait demandé à sa mère de porter le collier de perles. Si elle ne l'avait pas mis, peut-être ses parents n'auraient-ils jamais été tués.

## Biographie alternative
Dans Flashpoint, Martha et Thomas ont vu leur jeune fils Bruce se faire assassiner sous leurs yeux. Folle de chagrin, Martha se transforma en une version féminine du Joker, tandis que son mari endossait le costume de Batman, vouant ainsi le couple à devenir ennemis. Au contraire de son homologue, elle a survécu après le drame. Elle a une complice nommée Yoyo (homologue de Harley Quinn).
Dans le film The Batman de Matt Reeves sorti en 2022, Martha Wayne n'est plus issue de la famille Kane mais de la famille Arkham. Il s'agit de l'une des deux grandes familles fondatrice de Gotham avec les Wayne.

## Création du personnage
Martha Wayne est apparue pour la première fois dans Detective Comics #33 (novembre 1939) dans une histoire écrite par Bob Kane et Jerry Robinson qui racontait plus en détail les origines de Batman.

## Œuvres où le personnage apparaît
Sauf indication contraire, les informations mentionnées dans cette section peuvent être confirmées par la base de données cinématographiques IMDb,  présente dans la section « Liens externes ».

### Cinéma
- Batman (Tim Burton, 1989) interprétée par Sharon Holm
- Batman Forever (Joel Schumacher, 1995) interprétée par Eileen Seeley
- Batman Begins (Christopher Nolan, 2005) interprétée par Sara Stewart
- Batman v Superman : L'Aube de la justice (Zack Snyder, 2016) interprétée par Lauren Cohan
- Joker (Todd Phillips, 2019) interprétée par Carrie Louise Putrello
- The Batman (Matt Reeves, 2022), interprétée par Stella Stocker

### Vidéofilms
- La Ligue des justiciers : Le Paradoxe Flashpoint (2013)

### Télévision
- Gotham (saison 1, épisode 1, 2014) interprétée par Brette Taylor
- Pennyworth (2019) interprétée par Emma Paetz

### Podcasts
- Batman : Autopsie (David S. Goyer (VF : Douglas Attal), 2022) avec Toks Olagundoye (VF : Amira Casar)